# Hertzing
Hertzing è un comune francese di 197 abitanti situato nel dipartimento della Mosella, nella regione del Grand Est.

## Società

### Evoluzione demografica
Abitanti censiti